# 稲岡大介
稲岡 大介（いなおか だいすけ、1979年5月15日 - ）は、作曲家、編曲家、音楽プロデューサー、ハンマーダルシマー奏者。兵庫県川西市出身。
West Sound Entertainment代表及び所属。NPO法人バリアフリーミュージックガーデン 理事長。サンミュージック出版と作曲家契約を交わしている。「いなっち」の愛称で呼ばれている。2児の父である。

## 概要
川西市立牧の台小学校、春日井市立石尾台小学校（転校）、川西市立牧の台小学校（転校）、川西市立東谷中学校、兵庫県立川西緑台高等学校を経て大阪スクールオブミュージック専門学校へ進学。

## 生い立ち
音楽家の家系に生まれ、自身も幼少よりピアノを始める。父の転勤により小学校1年生の後半、愛知県春日井市へ転居。転居後に名門、堀内久世（名古屋フィルハーモニー交響楽団ピアニスト）音楽教室へ入門。ピアノ、音楽理論、作曲法を学ぶ。当時の目標はクラシックのピアニストだったが久石譲の作品に憧れ、徐々に作曲家を目指すようになる。
高校生の時にシンセサイザー（YAMAHA W5）を購入後、デスクトップミュージック（DTM）を始めるも電子音楽に特に興味が無く、これまで培った音楽理論や作曲法を駆使して高校生の時から交響曲を書いていた。
本格的にプロの作曲家を目指し音楽大学、芸術大学の進学を考えるも学びたいカリキュラムを勉強出来る学校が見つからず途方にくれる。探し抜いた先、大阪スクールオブミュージック専門学校へ進学を決める。和声学、オーケストレーション、コンピュータ音楽等を学ぶ。当時電子音楽ブームの折で、同級生の殆どがそれらの曲作りを目指す中、自身は前述通り交響曲ばかり書いていた為、異端児的な存在だった。専門学校1年生の終わりに作曲した作品が『人と自然のふれあいフェスタ2000in長野』のテーマ曲に採用された事により、作曲家として音楽事務所と契約を交わし、学生とプロ活動を並行していた。

## 作品
- 人と自然のふれあいフェスタ2000in長野 テーマソング
- エスバイエル株式会社 CM音楽制作
- 北陸セルラー（現：au） CM音楽制作
- 三洋電機ポータルサイト 音楽配信制作
- 吉本興業お笑いタワー 音源制作
- クルゼイロ ジャポン（サッカーチーム） オフィシャルサポーターソング
- 映画『鬼火』　サウンドトラック制作
- 『ぬくもり』24時間テレビ 「愛は地球を救う」2009伊丹会場フィナーレソング
- サッとコラーゲン（ナチュラルクローバージャパン株式会社）CM音楽制作
- 舞台「三木合戦2016」全音源制作／音楽監督
- 舞台「三木合戦2017」全音源制作／音楽監督
- 雲仙茶（長田製茶）CM音楽制作
- NEXCO西日本　CM音楽制作
- 宮本とし美「Nostlgic Bar」「Star Light」
- 舞台「三木合戦2024」全音源制作／音楽監督
- 映画「沈黙の50年」エンディングテーマ曲

## ディスコグラフィー
《シングル》
- 2009年11月『ぬくもり』ミュージックフィールズ

《アルバム》
- 2011年6月『ノスタルジア』稲岡大介・小場真由美
- 2011年8月『こんにちは、フィールズです!』ミュージックフィールズ
- 2011年11月『Heart's-Ease』Heart's-Ease
- 2013年8月『Ae Fond Kiss』Heart's-Ease
- 2015年12月『夜雨琴』稲岡大介・児玉宝謹
- 2016年1月『一期一会』稲岡大介
- 2017年4月『Soust』Soust
- 2018年9月『Singing of Forest〜妖精が歌う物語〜』Claddagh Ring
- 2019年4月『フィールズの森』ミュージックフィールズ

《プロデュース》
- 2006年6月『夢季節』Junk Box
- 2018年6月『Banks of the Lake』上原奈未
- 2024年4月『ハンマーダルシマーが紡ぐ梅花流御詠歌』洞上麗子・末吉直子

《参加（楽曲提供）作品》
- 2001年3月『Dream』URANO Band
- 2010年12月『CELTSITTOLKE』
- 2012年7月『かがやく世界』kayoko
- 2017年6月『DREAM』江藤ようこ
- 2018年3月『the Sound of the Desert』u-full